# Chanac
Chanac – miejscowość i gmina we Francji, w regionie Oksytania, w departamencie Lozère. W 2013 roku populacja gminy wynosiła 1512 mieszkańców.  Przez teren gminy przepływa rzeka Lot. 